# Carlo Tortorella
Carlo Nicola Giuseppe Filomeno Tortorella (Lagonegro, 10 marzo 1844 – Palermo, 8 agosto 1902) è stato un patriota italiano.
Figlio del notaio Giuseppe, destituito per “pessima condotta nelle turbolenze del 1848” e perciò “sottoposto a vigilanza di polizia”, a sedici anni si unì ai volontari di Garibaldi che formarono la brigata "Cacciatori lucani" in transito a Sala Consilina (7 settembre 1860). Partecipò all'impresa garibaldina fino a Napoli (19 settembre). 
Nel 1860 aderì al programma liberale del Comitato dell'Ordine, fu sottotenente della Guardia Nazionale e prese parte alla lotta contro il brigantaggio. Come soldato semplice partecipò alla campagna del 1866 (36º Reggimento Fanteria, matricola 4172, numero 4362, p. 231, Archivio San Martino della Battaglia, Libro 1 della Provincia di Potenza), la Terza guerra d'indipendenza. 
Nominato “delegato di Pubblica sicurezza nell'istituzione delle nuove cariche”, venne inviato a prestare servizio a Bologna. Trasferito successivamente nelle Puglie, operò a Molfetta e a Bari. Durante uno dei moti di piazza avvenuti all'alba del nuovo secolo, all'ordine della Prefettura di far fuoco su una folla di manifestanti, rispose che un garibaldino non può sparare sul popolo affamato. Con preavviso di sole quarantott'ore, venne perciò trasferito per punizione in Sicilia, a Petralia Sottana, e degradato. Questo lo fece precipitare improvvisamente nell'indigenza e lo costrinse ad affidare i singoli familiari alla solidarietà di parenti sparsi per l'Italia. Privato delle originarie funzioni di servizio, verrà continuamente trasferito in nuove località siciliane. Ne ebbe delle enormi sofferenze morali, che causarono anche il suo rapido decadimento fisico. 
Concluderà il servizio come semplice archivista, a Palermo, dove morirà d'un colpo apoplettico.